# Евдор Александрийский
Евдор Александрийский (греч. Εὔδωρος) — философ-платоник I в. до н. э. из Александрии.
Учился платонизму у Антиоха из Аскалона. Комментировал «Тимей» Платона и прочитывал его через призму пифагореизма.
Главной частью философии считал этику, суть которой видел в «уподоблении богу».
Сочинений Евдора не сохранилось, однако по упоминаниям и цитатам известны следующие:
- Основные проблемы философии
- Комментарий к «Тимею» Платона
- Толкование «Метафизики» Аристотеля
- Сочинение о принципах пифагорейского учения
- Традиционное школьное рассуждение о разливах Нила[1].

## В популярной культуре
- Евдор Александрийский является одним из антагонистов компьютерной игре Assassin’s Creed Origins, где он показан как греческий царский писец, член Ордена Древних. Убит главным героем.